# Euphorbia acerensis
Euphorbia acerensis es una especie fanerógama perteneciente a la familia Euphorbiaceae. Es originaria de   Bolivia y norte-centro de Argentina.

## Taxonomía
Euphorbia acerensis fue descrita por Pierre Edmond Boissier y publicado en Prodromus Systematis Naturalis Regni Vegetabilis 15(2): 55. 1862.
Etimología
Euphorbia: nombre genérico que deriva del médico griego del rey Juba II de Mauritania (52 a 50 a. C. - 23), Euphorbus, en su honor – o en alusión a su gran vientre –  ya que usaba médicamente Euphorbia resinifera. En 1753 Carlos Linneo asignó el nombre a todo el género.
acerensis: epíteto
Sinonimia
- Euphorbia longipila Rusby	[3][4]